# Guanilato ciclasa soluble
La guanilato ciclasa soluble es una enzima que actúa como receptor del óxido nítrico. Está involucrado principalmente con la vasodilatación periférica. Está codificada por los genes GUCY1A2, GUCY1A3, GUCY1B2 y GUCY1B3.

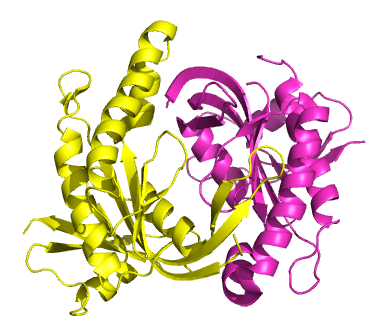
Dominio catalítico de la guanilato ciclasa 1 soluble humana heterodimérica. PDB 3uvj.

## Como blanco terapéutico
Actualmente existen dos fármacos aprobados por la FDA que tienen como blanco terapéutico a la GCS. El primero y más antiguo corresponde al Riociguat, medicamento indicado para el manejo de la hipertensión pulmonar. El segundo fármaco es el Vericiguat, empleado en insuficiencia cardiaca con fracción de eyección reducida.